# Bangladesh na Universíada de Verão de 2021
Bangladesh participou da Universíada de Verão de 2021, que aconteceu em Chengdu, na China, entre 28 de julho e 8 de agosto de 2023.
A delegação teve dois atletas — um masculino e um feminino — em uma única modalidade olímpica.

## Competidores
Estas foram as modalidades e atletas que disputaram a edição:
| Esporte   | Masculino | Feminino | Total |
| --------- | --------- | -------- | ----- |
| Atletismo | 1         | 1        | 2     |
| Total     | 1         | 1        | 2     |

## Desempenho

### Atletismo
Masculino
Provas de pista
| Atleta                | Evento | Primeira fase | Primeira fase | Quartas de final | Quartas de final | Semifinal | Semifinal | Final       | Final       | Ref.        |
| Atleta                | Evento | Resultado     | Pos.          | Resultado        | Pos.             | Resultado | Pos.      | Resultado   | Pos.        | Ref.        |
| --------------------- | ------ | ------------- | ------------- | ---------------- | ---------------- | --------- | --------- | ----------- | ----------- | ----------- |
| Mohammad Jahir Rayhan | 200m   | 21.34         | 22 q          | —                | —                | 21.48     | 24        | Não avançou | Não avançou | [ 3 ] [ 4 ] |

Feminino
Provas de pista
| Atleta        | Evento             | Primeira fase | Primeira fase | Quartas de final | Quartas de final | Semifinal   | Semifinal   | Final       | Final       | Ref.  |
| Atleta        | Evento             | Resultado     | Pos.          | Resultado        | Pos.             | Resultado   | Pos.        | Resultado   | Pos.        | Ref.  |
| ------------- | ------------------ | ------------- | ------------- | ---------------- | ---------------- | ----------- | ----------- | ----------- | ----------- | ----- |
| Tamanna Akter | 100m com barreiras | 15.54         | 26            | —                | —                | Não avançou | Não avançou | Não avançou | Não avançou | [ 5 ] |

Legenda
| Recorde mundial      | Recorde mundial (World record)               |                       | Recorde africano                      | Recorde africano (African) |                                           | Q | Classificado por posição (Qualified) |
| Recorde olímpico     | Recorde olímpico (Olympic record)            | Recorde da América    | Recorde da América (Americas)         | q                          | Classificado por melhor tempo (Qualified) |   |                                      |
| Melhor marca do ano  | Melhor marca do ano (World leading)          | Recorde asiático      | Recorde asiático (Asian)              | DNS                        | Não largou (Did not start)                |   |                                      |
| Recorde nacional     | Recorde nacional (National record)           | Recorde europeu       | Recorde europeu (European)            | DNF                        | Não terminou (Did not finish)             |   |                                      |
| Recorde pessoal      | Recorde pessoal do atleta (Personal best)    | Recorde da Oceania    | Recorde da Oceania (Oceania)          | DSQ / DQ                   | Desclassificado (Disqualified)            |   |                                      |
| Recorde da temporada | Recorde da temporada do atleta (Season best) | Recorde sul-americano | Recorde sul-americano (South America) | NM                         | Sem marca (No mark)                       |   |                                      |